# NGC 3792
NGC 3792 је двојна звезда у сазвежђу Девица која се налази на NGC листи објеката дубоког неба.
Деклинација објекта је + 5° 6' 0" а ректасцензија 11h 39m 38,5s. Привидна величина (магнитуда) објекта NGC 3792 износи 13,4.